# 洗胃
洗胃（gastric lavage）又称胃灌洗（gastric irrigation），是通过插胃管，注入水、生理盐水或活性炭冲洗胃部，以除去胃内容物中未被吸收毒性物质的治疗方法。
自19世纪初首次被记录使用以来已成为消除胃毒的最常规手段之一，通常用于摄入毒物或过量服用药物（例如乙醇）的人。也可以在手术前使用，以在打开消化道之前清除消化道的内容物。由于胃的排空时间约4-6小时，过量服药超过6小时后，药物已完全吸收，洗胃已無任何助益。
除毒理学外，洗胃也有时用于确认上消化道出血的程度，可能在吐血的评估中起到作用，也可以用于对体温过高患者进行降温。